# Tachiarai
Tachiarai (japanska: 大刀洗町?, Tachiarai-machi) är en landskommun (köping) i Fukuoka prefektur i Japan. 